# Springfield (Illinois)
Springfield è una città (city) degli Stati Uniti d'America e capoluogo della contea di Sangamon, ed è la capitale dello Stato dell'Illinois.
La popolazione era di 116 250 abitanti al censimento del 2010, il che la rende la sesta città più popolosa dello stato. È la più grande città dell'Illinois centrale. L'area metropolitana di Springfield possedeva 201 437 abitanti al censimento del 2000.
Springfield venne fondata il 10 aprile 1821 con il nome di "Calhoun", in onore del senatore John Calhoun della Carolina del Sud. Nel 1832, il senatore Calhoun perse l'appoggio degli abitanti e la città cambiò nome in Springfield prendendo il nome dall'omonima città nel Massachusetts. A quei tempi, la Springfield del Massachusetts era paragonabile alla Silicon Valley dei nostri giorni per l'innovazione industriale, la prosperità concentrata, e la celebre Springfield Armory. Il 2 aprile dello stesso anno la città fu incorporata. Il 6 aprile 1840 la città ha ricevuto l'atto costitutivo.
Kaskaskia fu la prima capitale del Territorio dell'Illinois fin dalla sua organizzazione nel 1809 fino al 1818, e attraverso il primo anno come uno stato nel 1819. Vandalia fu la seconda capitale dello stato dell'Illinois dal 1819 al 1839. Springfield fu la terza e attuale capitale dell'Illinois nel 1839.
La città è la sede di una serie di attrattive incentrate sulla figura del presidente Abraham Lincoln, che iniziò la sua carriera politica proprio a Springfield. Tra queste attrattive vi è un parco nazionale intorno alla sua abitazione nella quale visse dopo il matrimonio, incluse le case del vicinato; il Lincoln-Herndon Law Offices State Historic Site; lo Old State Capitol State Historic Site; la recente Abraham Lincoln Presidential Library and Museum; il deposito ferroviario dal quale partì per Washington; e il suo mausoleo funerario. Il Museum of Funeral Customs, situato vicino al mausoleo di Lincoln, comprende anche pezzi relativi al funerale presidenziale. A nord di Springfield, vicino alla cittadina di Petersburg, si trova Lincoln's New Salem, una ricostruzione del villaggio di case di tronchi nel quale visse il giovane Lincoln.
Nel 1908 la città fu teatro di tumulti razziali, quando la popolazione afroamericana protestò per il trasferimento di due detenuti neri dalla prigione della città. I bianchi reagirono bruciando case e negozi dei neri e uccidendo almeno sette di loro. In seguito ai tumulti si ebbe la fondazione della National Association for the Advancement of Colored People (NAACP), una storica organizzazione per la difesa dei diritti civili dei neri americani.

## Geografia fisica
Secondo lo United States Census Bureau, la città ha una superficie totale di 156,2 km² dei quali 139,9 km² di territorio e 16,3 km² di acque interne (il 10,46% del totale).

## Società

### Evoluzione demografica
Secondo il censimento del 2010, la popolazione era di 116 250 abitanti.

### Etnie
Secondo il censimento del 2010, la composizione etnica della città era formata dal 75,8% di bianchi, il 18,5% di afroamericani, lo 0,2% di nativi americani, il 2,2% di asiatici, e il 2,6% di due o più etnie. Ispanici o latinos di qualunque etnia erano il 2,0% della popolazione.

## Amministrazione

### Gemellaggi
- Astaneh-ye-Ashrafiyeh
- Villaco
- Killarney
- San Pedro
- Ashikaga
- Viterbo

Riferimenti città:
La città appare anche nella serie animata americana" The Simpsons" dove vivono tutti gli abitanti di Springfield.